# التان اركيكلي
التان اركيكلي (بالتركية: Altan Erkekli)‏ هو ممثل تركي، ولد في 1955 بإسطنبول في تركيا.

## أعمال

### أفلام
- (2005) ركوب السجادة السحرية[1]
- (2017) ابنة الحرب

### المسلسلات
- (2021) لعبة الحظ (بالتركية: Baht Oyunu)‏

## وصلات خارجية
- التان اركيكلي على موقع IMDb (الإنجليزية)
- التان اركيكلي على موقع ألو سيني (الفرنسية)
- التان اركيكلي على موقع أول موفي (الإنجليزية)
- التان اركيكلي على موقع قاعدة بيانات الأفلام السويدية (السويدية)
- التان اركيكلي على موقع قاعدة بيانات الفيلم (الإنجليزية)
- التان اركيكلي على موقع كينوبويسك (الروسية)